# Noshiro (Akita)
Noshiro (能代市 Noshiro-shi?) es una ciudad localizada en la prefectura de Akita, Japón. En octubre de 2018 tenía una población de 51.826 habitantes y una densidad de población de 121 personas por km². Su área total es de 426,95 km².

## Geografía

### Municipios circundantes
- Prefectura de Akita
  - Kitaakita
  - Fujisato
  - Mitane
  - Happō
  - Kamikoani

## Demografía
Según datos del censo japonés, la población de Noshiro ha disminuido en los últimos años.
| Año del censo | Población |
| ------------- | --------- |
| 1995          | 67.816    |
| 2000          | 65.237    |
| 2005          | 62.858    |
| 2010          | 59.084    |
| 2015          | 54.730    |